# Almodóvar del Pinar
Almodóvar del Pinar es un municipio y localidad española de la provincia de Cuenca, en la comunidad autónoma de Castilla-La Mancha. Pertenece a la comarca de la Manchuela conquense, según la división de la Diputación, aunque se trata de una localidad perteneciente a la comarca natural de La Serranía Baja.

## Toponimia
Su nombre procede del árabe, المدور al-mudawwar, que significa «el redondo».

## Geografía

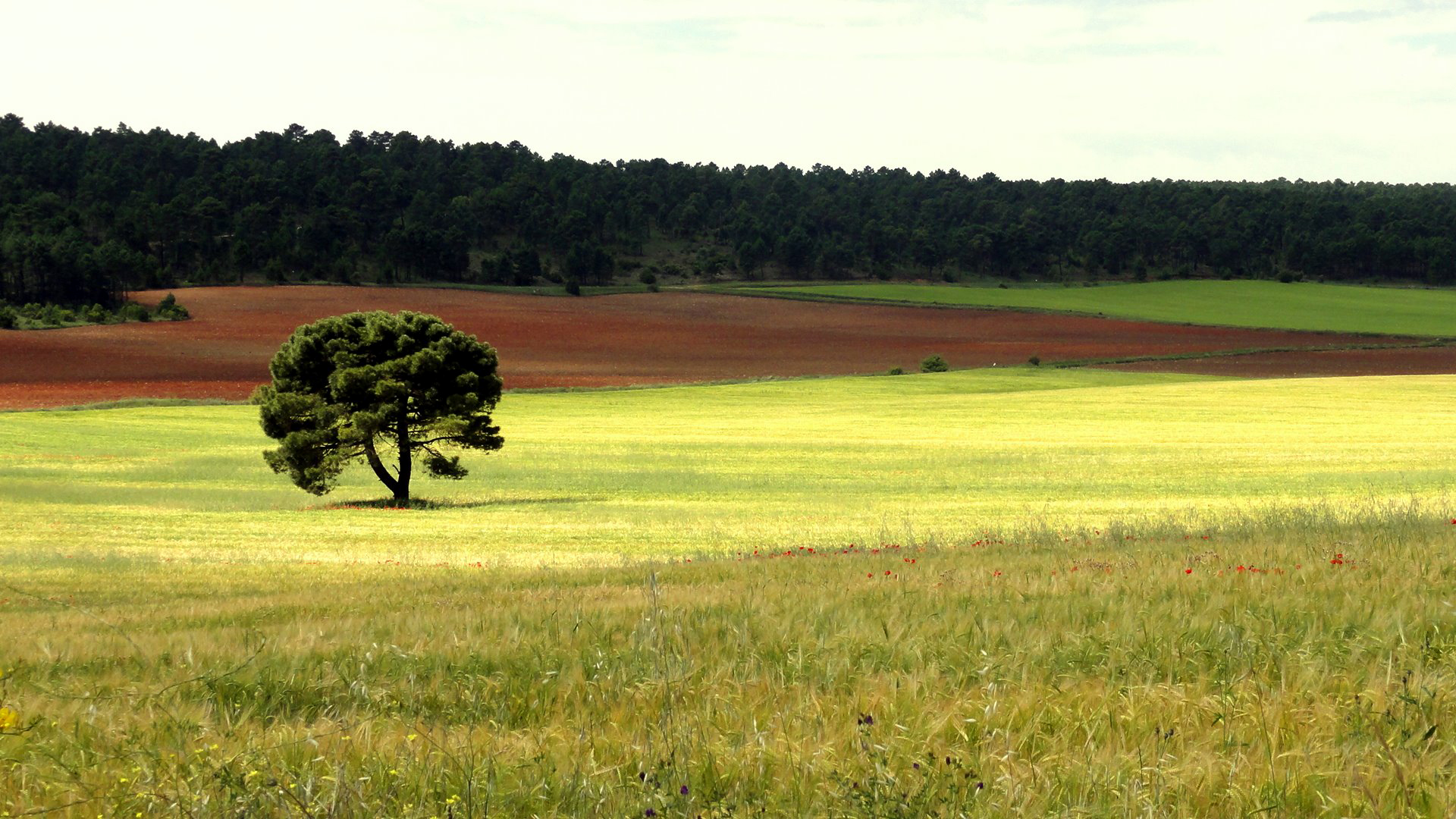
Campo de cereal. Almodóvar del Pinar

Integrado en la comarca de Manchuela Conquense, se sitúa a 46 kilómetros de la capital provincial. El término municipal está atravesado por las carreteras autonómicas CM-220 (antigua N-320 entre los pK 85 y 96) y CM-211 (Almodóvar del Pinar - Minglanilla), además de por carreteras locales que permiten la comunicación con Paracuellos y Solera de Gabaldón.    
Aunque pertenece a la Manchuela, su paisaje es el típico de cualquier pueblo de la Serranía Baja ya que está a más altitud y rodeado de pinares. El río Valdemembra discurre por el territorio de noroeste a sur. La altitud oscila entre los 1074 metros (cerro Cachorro) y los 920 metros a orillas del río Valdemembra. El pueblo se alza a 993 metros sobre el nivel del mar. 
Limita con los municipios de Gabaldón, Solera de Gabaldón, Monteagudo de las Salinas, Paracuellos y Campillo de Altobuey. 
| Noroeste: Solera de Gabaldón         | Norte: Monteagudo de las Salinas     | Nordeste: Paracuellos                    |
| Oeste: Solera de Gabaldón y Gabaldón |                                      | Este: Paracuellos y Campillo de Altobuey |
| Suroeste: Gabaldón                   | Sur: Gabaldón y Campillo de Altobuey | Sureste: Campillo de Altobuey            |

## Historia
En la localidad se han encontrado restos celtíberos que demuestran el asentamiento de este pueblo en la zona. Estos restos están expuestos en el Museo de Cuenca.

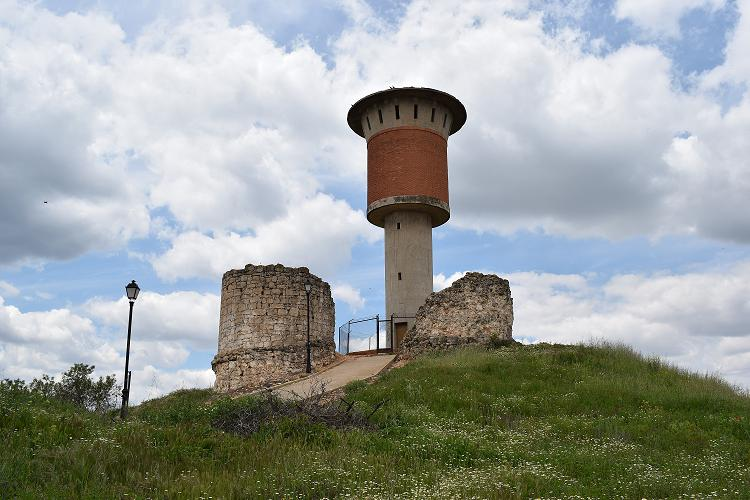
Cerro de los Cubos. Restos de la antigua fortaleza árabe

Los primeros datos que se tienen del pueblo le dan origen árabe (siglo XI), ya que una avanzadilla se asentó en el terreno debido a que este cumplía todos los requisitos que los antiguos pobladores exigían para sus asentamientos: buena visibilidad, fácil defensa (está situado en un cerro), rodeado de pastos y cercano a ríos o manantiales. 
Durante la reconquista llevada a cabo por los cristianos en la península, este se convirtió en terreno fronterizo, punto de multitud de batallas entre moros y cristianos hasta su conquista definitiva llevada a cabo por el rey Alfonso VIII entre 1177 y 1184.
Tras esto la localidad pasó a ser un señorío y la fortaleza árabe fue desmantelada y reutilizada para construir la torre de la iglesia parroquial. El primer Señor de la villa fue Don Pedro de Almodóvar, el cual según las crónicas, acompañó a Jaime I de Aragón a la conquista de Valencia entre 1233 y 1244.
En 1452 Juan II de Castilla entrega la villa de Almodóvar, junto con otros ocho lugares de la inmediación, a Rodrigo Manrique, conde de Paredes de Nava, Condestable de Castilla, Comendador de Segura de la Sierra, maestre de la Orden de Santiago y padre del poeta Jorge Manrique.
En 1467 Manrique vende todos sus derechos señoriales sobre la villa, es decir, la villa con todos sus vecinos, a Martín de Alarcón, Comendador de Mérida y señor de Solera.
Según las crónicas de la época, este último fue un tirano cruel con sus habitantes, reprimiendo con la muerte cualquier actitud poco sumisa. Se dice que había una horca instalada de forma permanente en la plaza donde ajusticiaba a sus contrarios. Su señorío fue pasando de padres a hijos hasta 1778, año en el que la villa interpuso un pleito para librarse de la dependencia de la familia Alarcón, gracias al cual, tras la sentencia, Almodóvar pasó a formar parte de la Corona como villa independiente.

### El pueblo de las carretas
En el siglo XVIII la villa vivió su momento de mayor esplendor al dedicarse al negocio de mercancías por todo el Reino. Buena parte de lo que hoy en día es la villa, se debe a su antigua actividad como pueblo carretero.
El transporte era, y sigue siendo, una actividad capital para el desarrollo económico de un país. Sin él, el intercambio de mercancías entre diferentes pueblos y regiones no existiría, se desabastecerían los mercados de las grandes ciudades y la población y la industria no tendrían acceso a los alimentos básicos ni a las materias primas. En aquella época el transporte también era fundamental para la defensa del Reino, ya que arrieros y carreteros se ocupaban del traslado de armas y material de guerra.

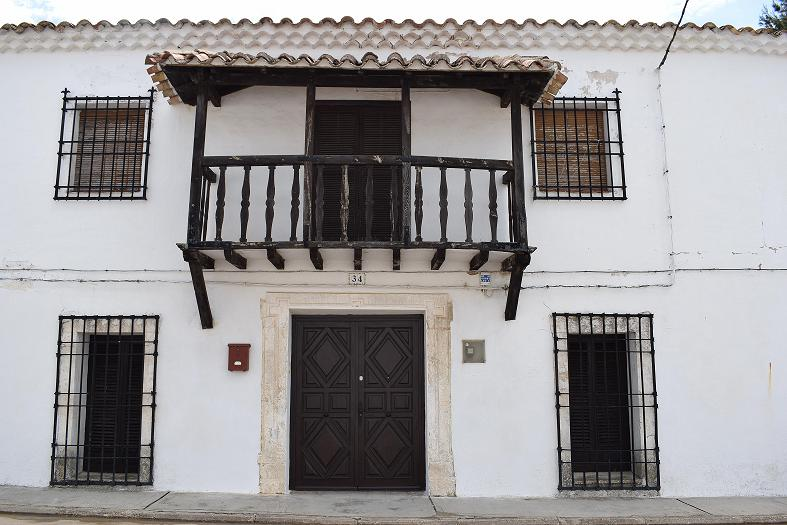
Casa típica. Son grandes, construidas en piedra con tejado a dos aguas, encaladas y con abundante construcción en madera, en la que destacan los balconcillos y tambanillos

Había dos tipos de transportistas: los arrieros y los carreteros. Los arrieros se encargaban de llevar la mercancía a lomo de sus animales, mientras que los carreteros lo hacían mediante carretas tiradas por animales, generalmente bueyes. Estos se clasificaban a su vez en transportistas estacionales o profesionales. Los estacionales eran aquellos arrieros o carreteros que se dedicaban al transporte de mercancías durante determinadas épocas del año. Los profesionales en cambio se dedicaban al transporte de forma continuada, lo que les permitía trabajar para clientes no oficiales, es decir, para cualquiera que necesitase sus servicios.
La carreta era el tipo de vehículo empleado para efectuar transportes a larga distancia. El tipo de carreta utilizado por los carreteros de almodóvar era la llamada puerta a puerta, el modelo más pesado, que circulaba sobre dos ruedas de madera sin radios.
Ser carretero llevaba consigo un estatus legal especial y una serie de privilegios gracias a la importancia que le dio la corona al fomento del comercio y el transporte en el reino. Algunos de estos privilegios eran: el libre tránsito de las carretas por todos los términos de los pueblos, permiso para cortar madera en los montes públicos para el arreglo de las carretas, permiso para portar armas, etc.
Los carreteros profesionales formaban parte de la Cabaña Real de Carreteros, y a este grupo pertenecían los cabañiles (recuas de mulas que normalmente pasaban del centenar, dedicadas al transporte de grandes cargas) y los carreteros de Almodóvar del Pinar. Estos últimos a su vez crearon su propia asociación: La Real Asociación de Carreteros de Almodóvar del Pinar, creada entre los siglos XVI y XVII. Esta fue la que mayor número de carretas por habitante poseía: 100 carretas y 2566 reses para 430 vecinos; y, además, en Almodóvar se daba la mayor concentración de propietarios transportistas por habitantes de toda España, lo que nos da una idea de la importancia de este sector en la villa.
El principal destino para los carreteros almodovareños era el abastecimiento de Madrid, aunque generalmente transportaban mercancías diversas a cualquier parte del reino, sobre todo a Valencia, Cuenca, Linares y Sevilla. Jugaron un papel importante al ser los encargados de transportar el mercurio de las minas de Almadén; este trabajo les sumó otros cuantos privilegios más a los carreteros.

### La Iglesia y su influencia
La Villa de Almodóvar del Pinar, desde el punto de vista eclesiástico, pertenece al arciprestazgo de Motilla del Palancar, diócesis y provincia de Cuenca.
No se puede comprender la vida en la villa desde su reconquista sin hacer referencia a la Iglesia Católica. La sociedad estaba influida en gran medida por la religión, incluso podríamos decir que la vida cotidiana estaba saturada de religión. Cuando se producía cualquier perturbación de la vida social o económica del pueblo como por ejemplo sequías, plagas, inundaciones, hambre, epidemias, etc., se desencadenaba un ciclo de ceremonias religiosas conjuratorias, expiatorias, rogativas, etc., concretadas principalmente en misas y procesiones, con el fin de intentar atajar o minimizar estos males.

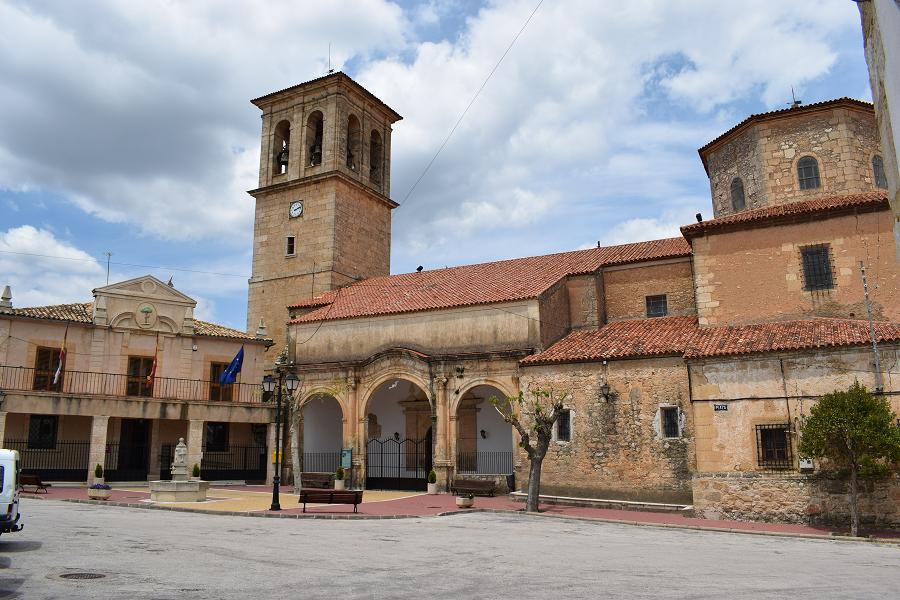
Casa consistorial e iglesia de Nuestra Señora de la Asunción

En un principio, las reuniones de los Concejos, hasta que se generalizó la construcción de los edificios que los acogieron, tenían lugar en la iglesia parroquial. Las cofradías profesionales, las de carácter cultural, las de auxilio mutuo, etc., y, en definitiva, cualquier acto que afectara a la comunidad, tenía la iglesia como lugar de reunión. Utilizar la iglesia para fines sociales debió de ser algo habitual.
Durante esta época, la riqueza de la Iglesia no dejó de aumentar debido a la exacerbada fe de los fieles. Eran costumbre las donaciones a la Iglesia para la creación de capellanías, memorias pías, colegios, hospicios, hospitales, etc., o simplemente para que se oficiaran misas para la salvación de las almas de los donantes. En Almodóvar había 15 capellanías fundadas en la iglesia, 3 patronatos, unas memorias pías, una casa de la orden de las Carmelitas Descalzas y otra la de Abadía de las Valeras.
La iglesia de Almodóvar, en el siglo XVIII, era la mayor terrateniente del pueblo. Entre la Iglesia propiamente dicha y las demás fundaciones religiosas poseían alrededor de la mitad de las tierras de labor. Las tierras de la parroquia las llevaban arrendadas dos vecinos de la villa.

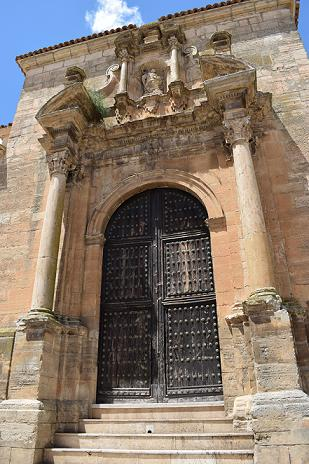
Ermita de San Vicente Ferrer

Todo lo recaudado por estas tierras se depositaba en una cilla común, que era la casa o cámara donde se recogían los granos y permanecía allí bajo custodia hasta su distribución entre las siguientes partes: iglesia de Almodóvar, Cabildo de Cuenca, el arcediano, las ánimas, el pie del Altar, el curato y otra parte se guardaba para el préstamo.
Parte muy importante de los ingresos de la iglesia de Almodóvar eran los intereses de los préstamos que realizaba a los vecinos de la villa y también a personas de los pueblos de los alrededores. La Iglesia actuaba a modo de banco prestando el dinero y cobrando un interés que, normalmente, era bajo.
Gracias a las donaciones, a la hábil gestión de los bienes, a los ingresos procedentes de los préstamos y al gran poder de la Inquisición, las gentes de la Iglesia eran respetadas, a la vez que temidas.
Fue a mediados del siglo XIX cuando el número de religiosos en Almodóvar se redujo de manera drástica. Fueron las desamortizaciones las causantes de la desaparición de las capellanías y demás fundaciones existentes, así como de la desaparición de las Escuelas Pías. De la gran cantidad de clérigos que llegó a tener la villa, en 1878 solo quedó un cura, titular de la parroquia, y un presbítero.
La Iglesia de Almodóvar perdió su riqueza como terrateniente al ser desamortizadas sus tierras. Fue una de las que mayor cantidad de tierras aportó para ser subastadas en la provincia de Cuenca, con un total de 204,85 has., expropiadas.

#### La Santa Inquisición

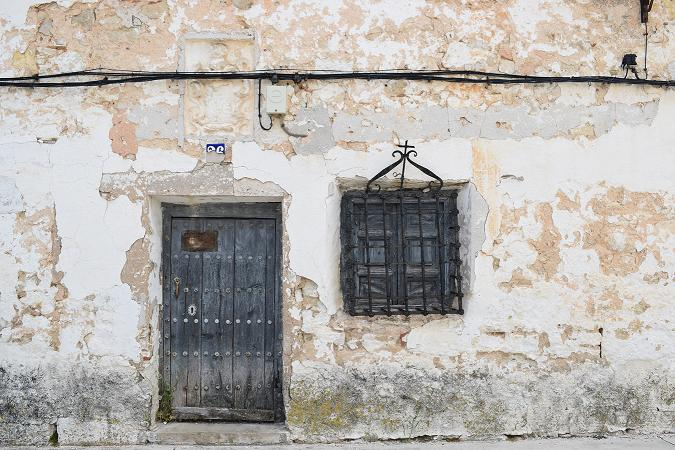
Casa de la Inquisición

La Inquisición española disponía de miles de funcionarios repartidos por el reino. Al margen de estos, también existían una serie de colaboradores voluntarios, es decir, vigilantes-delatores, denominados “familiares de la Inquisición”. Pertenecían al pueblo y estaban tan orgullosos de su oficio que hasta esculpían el escudo de la Inquisición sobre el dintel de sus casas, porque su condición confería honor y prestigio. Este familiar no estaba sujeto a la jurisdicción ordinaria; si delinquía, solo la propia Inquisición podía procesarlo.
Uno de estos familiares de la Inquisición de Almodóvar vivía en una casa en la actual calle Nueva, en la que se puede ver el escudo de la Inquisición. En la villa podía haber hasta dos familiares de la Inquisición, porque su número de vecinos no llegaba a los 500. Aun así, en la villa se dieron unos 100 procesos inquisitoriales (frente a los 40 de Campillo o 90 de Motilla, villas con mayor número de vecinos), lo que nos indica la importante actividad represora que tuvo esta institución en Almodóvar.

### DelsigloXIXa la actualidad
A comienzos del siglo XIX tuvo lugar la guerra de la Independencia española, durante la cual la villa fue saqueada por los franceses.
En el siglo XX, concretamente a partir de 1950, la principal actividad a la que se dedicó la mayoría de la población fue a la resinería llegando a pertenecer a la Unión Resinera Española. Esta actividad casi olvidada tras su declive en los años 70, está volviendo a ser de importancia en aquellos pueblos donde ya parecía abandonada debido a la crisis y a la reciente demanda de resina a nivel mundial.

## Demografía
Almodóvar del Pinar cuenta con una población de 397 habitantes (INE 2024).
| Gráfica de evolución demográfica de Almodóvar del Pinar entre 1842 y 2021 |
| |
| Población de derecho según los censos de población del INE Población de hecho según los censos de población del INEEntre el censo de 1981 y el anterior, este municipio desaparece porque se integra en el municipio Almodóvar de Monte Rey Entre el censo de 1991 y el anterior, aparece este municipio porque se segrega del municipio Almodóvar de Monte Rey |

## Administración y política
| Periodo   | Nombre                          | Partido |
| --------- | ------------------------------- | ------- |
| 1999-2003 | Anastasio Martínez Pardo        | PSOE    |
| 2003-2007 | Anastasio Martínez Pardo        | PSOE    |
| 2007-2011 | Beatriz Mora Zamora             | PSOE    |
| 2011-2015 | Francisco Jesús Ibáñez Monedero | PSOE    |
| 2015-2019 | Francisco Jesús Ibáñez Monedero | PSOE    |
| 2019-2023 | Francisco Jesús Ibáñez Monedero | PSOE    |

## Patrimonio
- Cerro de los Cubos: tiene una altitud de 994 metros y en él se encuentran los restos de la fortificación árabe.
- Iglesia de Ntra. Sra. de la Asunción: su nave central data del siglo XV, la torre es del siglo XVII y el portón del siglo XVIII. En su interior destacan el altar mayor y el retablo de estilo barroco gallego hecho entre 1957 y 1959 en Santiago de Compostela.
- Casa consistorial
- Pósito
- Ermita Ntra. Sra. de las Nieves  (siglo XV)
- Ermita de San Antonio Abad  (siglos XVII - XVIII)
- Ermita de San Miguel Arcángel  (siglo XVII)
- Ermita de San Vicente Ferrer (siglo XVIII): reformada recientemente y utilizada para eventos civiles.
- Ermita Virgen del Desagravio (siglo XVII): reconstruida por Manuel Navarro Serrano en 1997.
- Casa de la Inquisición
- Fuente de los Santos.
- Fuente Villa Armero.
- Fuente del Abarcón.

## Fiestas
- San Antón: 17 de enero.
- San Isidro: 15 de mayo.
- María Auxiliadora: 24 de mayo.
- Fiestas patronales, en honor a la Virgen de las Nieves: 5 de agosto.